# Anastasiya Poliánskaya
Anastasiya Poliánskaya –en ruso, Анастасия Полянская– (1986) es una deportista rusa que compitió en triatlón. Ganó una medalla de plata en el Campeonato Europeo de Triatlón de 2009, en la prueba de relevo mixto.

## Palmarés internacional
| Campeonato Europeo | Campeonato Europeo    | Campeonato Europeo | Campeonato Europeo |
| Año                | Lugar                 | Medalla            | Prueba             |
| ------------------ | --------------------- | ------------------ | ------------------ |
| 2009               | Holten (Países Bajos) | Medalla de plata   | Relevo mixto       |